# Список Героев Социалистического Труда (Вавилин — Вдовицын)
Эта страница является частью списка Героев Социалистического Труда и перечисляет в алфавитном порядке лиц, удостоенных звания Героя Социалистического Труда, чьи фамилии начинаются с буквы «В», от Вавилин до Вдовицын.
- Список не включает дважды и трижды Героев Социалистического Труда, а также лиц, лишённых этого звания.
- Список содержит информацию о датах жизни, роде деятельности и дате присвоения звания Героя.
- Герои, удостоенные звания посмертно, выделены в списке  серым цветом .
- Герои, сменившие фамилию после присвоения звания, приводятся в списках дважды, при этом строка с новой фамилией выделяется  бежевым цветом  и не имеет номера.

## Список людей, фамилии которых начинаются с «В»
| Навигационная таблица | Навигационная таблица | Навигационная таблица |
| --------------------- | --------------------- | --------------------- |
| «В»                   | Вавилин — Вдовицын    |                       |
| «В»                   | Вебер — Внученко      |                       |
| «В»                   | Вовк — Вяльчин        |                       |

| Навигационная таблица | Навигационная таблица | Навигационная таблица |
| --------------------- | --------------------- | --------------------- |
| «В»                   | Вавилин — Вдовицын    |                       |
| «В»                   | Вебер — Внученко      |                       |
| «В»                   | Вовк — Вяльчин        |                       |